# Betel, Samarien
Betel, hebreiska: "Guds hus", är det historiska namnet på staden Betin knappt tjugo km norr om Jerusalem. Namnet gavs enligt Gamla Testamentet åt platsen av patriarken Jakob sedan han där drömt om en trappa (stege) till himlen på vilken änglar stigit upp och ner. Betel företrädde Jerusalem som israeliternas heliga stad. Namnet är i Sverige vanligt förekommande som namn på frikyrkor och bönhus. Inom den frimureriskt inspirerade ungdomsorganisationen Job's Daughters International kallas möteslokalerna för Bethel.